# 1602 en musique classique
| \| • Retour à la chronologie générale de la musique classique • \| |
| Grèce • Rome • Haut Moyen Âge • VIIIe siècle • IXe siècle • Xe siècle • XIe siècle XIIe siècle • XIIIe siècle • XIVe siècle • XVe siècle • XVIe siècle • XVIIe siècle XVIIIe siècle • XIXe siècle • XXe siècle • XXIe siècle |
| • Retour à la chronologie générale de la musique classique • |

| Années en musique classique : 1599 - 1600 - 1601 - 1602 - 1603 - 1604 - 1605    |
| Décennies en musique classique : 1570 - 1580 - 1590 - 1600 - 1610 - 1620 - 1630 |

## Événements
- Création d'Euridice, opéra de Giulio Caccini.

## Œuvres
- Airs de Cour à 4 et 5 parties, de Pierre Guédron.
- Musica miscella o mescolanze di madrigali, canzoni, e villanelli in lingua Frisica a quatro & cinque voci, de Jacob Vredeman, premier ouvrage consacré au répertoire polyphonique frison.

## Naissances

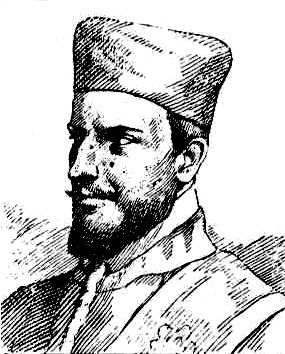
Francesco Cavalli

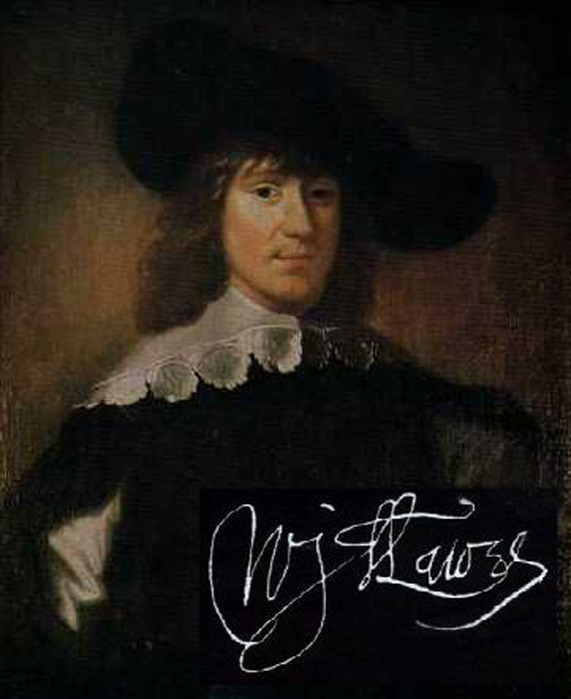
William Lawes

- 14 février : Francesco Cavalli, compositeur italien († 14 janvier 1676).
- 27 novembre : Chiara Margarita Cozzolani, compositrice, chanteuse et religieuse bénédictine († vers 1676-1678).

Date indéterminée :
- Marco Scacchi, compositeur et théoricien italien († 1685).
- William Lawes, compositeur anglais († 24 septembre 1645).

## Décès
- 6 janvier : Andreas Raselius, compositeur allemand (° 1561).
- 11 mars : Emilio de' Cavalieri, compositeur italien (° 1550).
- 1 octobre : Hernando de Cabezon, compositeur et organiste espagnol (° 7 septembre 1541).
- 29 novembre : Anthony Holborne, joueur de cistre et compositeur anglais (° 1545).
- 29 décembre : Jacopo Corsi, compositeur italien (° 17 juillet 1561).

Date indéterminée :
- Thomas Morley, organiste, compositeur anglais (° vers 1557).